# Sergei Sergejewitsch Morosow
Sergei Sergejewitsch Morosow (russisch Сергей Сергеевич Морозов, engl. Transkription Sergey Morozov; * 21. März 1988 in Saransk) ist ein russischer Geher.
Der ehemalige Jugend- und Juniorenweltmeister erregte Aufsehen, als er am 8. Juni 2008 die Russische Meisterschaft im 20-km-Gehen in 1:16:43 h gewann und dabei den Weltrekord um 33 Sekunden unterbot. Seine Zeit wurde jedoch nicht als Weltrekord ratifiziert, weil es bei diesem Wettkampf versäumt worden war, Dopingkontrollen durchzuführen. Kurz danach lieferte er bei einem unangemeldeten Dopingtest eine Probe ab, die positiv auf Erythropoetin (EPO) getestet wurde, was sich nachträglich als Grund herausstellte, wieso Morosow nicht bei den Olympischen Sommerspielen 2008 antrat. Wegen eines Verstoßes gegen die Doping-Bestimmungen wurde eine zweijährige Sperre gegen ihn verhängt. 2012 fiel er wegen abnormalen Blutwerten auf und wurde daraufhin lebenslang gesperrt.

## Weblink
- Sergey Morozov in der Datenbank von World Athletics (englisch)